# Henri Le Rond

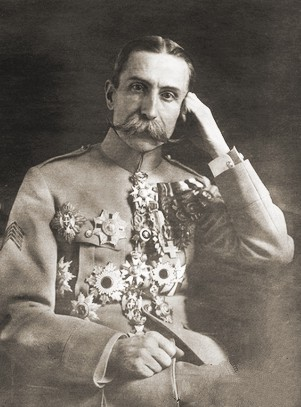
General Henri Le Rond

Henri Louis Edouard Le Rond (* 9. Oktober 1864 in Rouen; † 29. Mai 1949 in Paris) war ein französischer General, Offizier des Deuxième Bureau und 1920 Leiter der Interalliierten Regierungs- und Plebiszitskommission für Oberschlesien.

## Leben
Er war der Sohn von Louis Edouard Le Rond und Jeanne Martin. Er absolvierte das Gymnasium und erlangte das Abitur in den Bereichen Mathematik, Natur- und Geisteswissenschaften. 1884 begann er ein Studium an der École polytechnique.

### Militärkarriere
Aufgrund seines technischen Interesses begann er 1886 an der Schule für Artillerie und Militärtechnik zu studieren. Nach seinem Abschluss wurde er Sous lieutenant im 22e régiment d’artillerie. 1902 wurde er zum Capitaine befördert und wurde im Februar 1902 Adjutant im Kommando des 20e bataillon d’artillerie. Im Oktober 1902 wurde er zum Adjutanten von General Hippolyte Langlois ernannt. Von April 1907 bis Januar 1908 diente er als Ausbilder in der japanischen Armee. Im September 1909 wurde er zum Artilleriechef der 8e division de cavalerie in Besançon ernannt.
Ab August 1910 nahm er an der französischen Intervention in Tunesien und Algerien teil. Von Januar 1911 bis Januar 1913 folgten weitere Operationen in Marokko und am 23. März 1912 wurde er zum Lieutenant.colonel befördert. Vom 10. Februar 1913 bis 1. August 1914 diente er als französischer Militärattaché in Japan und kehrte nach Kriegsbeginn im September 1914 nach Frankreich zurück. Er nahm zunächst als Offizier des 12e d’artillerie an den Kämpfen an der Westfront teil. Im Dezember 1916 wurde er im Rang eines Colonel zum Kommandant der 26e brigade d’infanterie später zum Kommandanten der 13e division d’infanterie ernannt. Im Mai 1917 wurde zum Artilleriekommandanten des XVII. Armeekorps ernannt und am 20. Dezember 1917 zum Général de brigade befördert. Kurz darauf wurde er als Stabsoffizier in den obersten Generalstab berufen und fungierte dort als stellvertretender Stabschef unter Marschall Foch, dem Oberbefehlshaber der alliierten Armee.
Nach dem Krieg wurde General Le Rond 1919 als Mitglied der französischen Delegation bei der Friedenskonferenz von Paris eingesetzt. Der sprachbegabte Le Rond sprach neben Spanisch, Japanisch, Russisch auch fließend Englisch, Deutsch und Italienisch. Bei den Verhandlungen vertrat er Foch und kam in engen Kontakt zur polnischen Militärmission unter General Tadeusz Rozwadowski. Am 1. März 1919 wurde auf Beschluss der Friedenskonferenz ein spezieller Unterausschuss zur Neuordnung der polnisch-deutschen Grenzen eingerichtet. Le Rond nahm an vielen Ausschüssen für mitteleuropäische Angelegenheiten teil.
Am 4. November 1919 wurde er durch die Entscheidung des Obersten Rates der Friedenskonferenz zum Präsident der Interalliierten Kommission bestellt und mit der Leitung der der Interalliierten Regierungs- und Plebiszitskommission für Oberschlesien (IK oder französisch Commission interalliée de gouvernement et de plébiscite de Haute-Silésie (C.I.H.S.)) betraut. Seine Kommission war für die Durchführung der Volksabstimmung in Oberschlesien zuständig und erarbeitete Vorschläge zur Abtretung des Gebietes Ostoberschlesien vom Deutschen Reich an Polen. Er unterstand dabei unmittelbar dem Botschafter und dem Ministerium für auswärtige Angelegenheiten. In militärischen Belangen war er jedoch dem Oberkommando der alliierten Streitkräfte in Oberschlesien, General Jules Gratier unterstellt.
Für seine Dienste erhielt er nach seiner Rückkehr den besonderen Dank des französischen Premierministers Poincaré. 1921 wurde er Großoffizier der Ehrenlegion und bekam 1926 das Großkreuz („G. C. LH“; französisch Grand-croix de la Legion) verliehen. In Polen wurde er 1923 zum Doktor honoris causa der Jagiellonen-Universität ernannt. Weiterhin wurde er mit dem Orden des Weißen Adlers (polnisch Order Orła Białego) und dem Orden Virtuti Militari, dem höchsten Ehrenzeichen der Zweiten Republik Polen, ausgezeichnet.